# Садовка 1-я
Садовка 1-я — деревня в Петровском районе Саратовской области, входит в состав сельского поселения Берёзовское муниципальное образование.

## География
Находится на расстоянии примерно 29 километра по прямой на юг-юго-запад от районного центра города Петровск.

## История
Официальная дата основания 1915 год.

## Население
Постоянное население составило 19 человек (русские 63%, татары 37%) в 2002 году, 1 в 2010.